# Arhiva Națională a Braziliei
Arhiva Națională a Braziliei este elementul central al sistemului de gestionare a dosarelor (SIGA) din Brazilia. A fost creat la 2 ianuarie 1838 și își are sediul la Rio de Janeiro. Conform Legii arhivelor (Legea 8.159) din 8 ianuarie 1991, ea are datoria de a organiza, de a păstra, de a păstra, de a da acces și a divulga moștenirea documentară a guvernului federal, care deservește statul și cetățenii. 
Colecția Arhivei Naționale conține 55 km de documente textuale; 2.240.000 de fotografii și negative; 27.000 de ilustrații, desene animate; 75.000 de hărți și planuri; 7000 de discuri și 2000 de casete de sunet magnetice; 90.000 de rulouri de film și 12.000 de casete video. De asemenea, are o bibliotecă specializată în istorie, arhive, știință a informației, drept administrativ și administrație publică, cu aproximativ 43.000 de cărți și cărți, 900 de ziare și 6.300 de lucrări rare. 